# Baron Templemore
Baronowie Templemore 1. kreacji (parostwo Zjednoczonego Królestwa)
- 1831–1837: Arthur Chichester, 1. baron Templemore
- 1837–1906: Henry Spencer Chichester, 2. baron Templemore
- 1906–1924: Arthur Henry Chichester, 3. baron Templemore
- 1924–1953: Arthur Claud Spencer Chichester, 4. baron Templemore
- 1953–2007: Dermot Richard Claud Chichester, 7. markiz Donegall i 5. baron Templemore
- następni baronowie, patrz: markiz Donegall